# Royaume de Vidarbha
Inconnu - Vers 1100 av. J.C. Age de fer – Inconnu - Vers 500 av. J.C.
Le royaume de Vidarbha dans l'épopée sanskrite Mahabharata fait partie des nombreux royaumes gouvernés par les rois Yadu (Bhoja Yadavas). Il était situé dans la région encore connue sous le nom de Vidarbha, dans l'actuel Maharashtra, au centre de l'Inde.
Damayanti, l'épouse de Nala était la princesse de Vidarbha. De même Rukmini, l'épouse aînée de Vasudeva Krishna était originaire de Vidarbha. Lopamudra, l'épouse du sage Agastya, était également une princesse du pays de Vidarbha, comme mentionné dans le Mahabharata. Indumati, la grand-mère du Seigneur Rama et mère du roi Dasharatha était également une princesse du royaume de Vidarbha. Kundinapuri était sa capitale, identifiée comme Kaundinyapur dans l'est du Maharashtra. Le frère de Rukmini, Rukmi, fonda un autre royaume avec pour capitale Bhojakata, près de Vidarbha proprement dit. Pendant la guerre de Kurukshetra, alors que tous les autres royaumes participaient à la bataille, Vidarbha sous Rukmi resta neutre, car son armée fut rejetée par les Pandavas et les Kauravas qui étaient les deux parties engagées dans la guerre. On ne sait pas si un autre roi de Vidarbha a participé à la guerre. Il y a une mention à MBh 6:51, qu'une armée Vidarbha s'est rangée du côté des Kauravas sous le généralissime Bhishma.

## Roi Bhima de Vidarbha
Le roi Bhima est mentionné comme l'ancien dirigeant de Vidarbha dans de nombreux endroits du Mahabharata. (MBh 3:53 à 77).

## Route du sud reliant Vidarbha et Ayodhya
Le Mahabharata donne des indices sur une route qui existait dans l'Antiquité reliant Vidarbha aux royaumes du nord comme le Kosala
La conversation suivante entre Nala et Damayanti décrit de nombreuses routes ou sentiers anciens reliant les royaumes du nord, du sud et du centre de l'Inde des temps anciens. (MBh 3:61)
Ces nombreuses routes mènent au sud du pays, en passant par (la ville d') Avanti et les montagnes de Rikshavat. C'est cette puissante montagne appelée Vindhya ; là-bas, la rivière Payasvini coule vers la mer, et là-bas se trouvent les asiles des ascètes, meublés de divers fruits et racines. Cette route mène au pays des Vidarbhas – et cela, au pays des Kosalas . Au-delà de ces routes, vers le sud se trouve le pays du sud.

« Rituparna, le roi d'Ayodhya, arriva dans la ville des Vidarbhas. Le peuple apporta au roi Bhima (de Vidarbha) la nouvelle de son arrivée. Et à l'invitation de Bhima, le roi entra dans la ville de Kundina.
Le roi de Rituparna réfléchit un moment et dit enfin : « Je suis venu ici pour te présenter mes respects. Et le roi Bhima fut frappé d'étonnement et réfléchit à la cause de la venue de Rituparna, après avoir parcouru plus d'une centaine de yojanas. Et il réfléchissait : « Le fait qu'en passant par d'autres royaumes en laissant derrière lui d'innombrables pays, il vienne simplement me rendre hommage, n'est guère la raison de son arrivée. »

## Bhojas de Goa
On pense que les Bhojas de Goa qui ont gouverné Goa et aussi certaines parties du Konkan ainsi qu'une partie du Karnataka entre au moins du IIIe et le VIe siècle après J.C. descendent des Bhojas de Vidarbha, qui ont émigré vers le sud et ont fondé un royaume dans le sud du Konkan (Goa). Goa passa sous l'influence politique des Bhojas qui dirigeaient ce territoire dans une allégeance féodale à l'empereur de Pataliputra ou peut-être sous Shatavahanas. Le siège du pouvoir Bhoja était situé à Chandrapura ou Chandraura (l'actuelle Chandor) à Goa.